# NGC 365
NGC 365 (другие обозначения — ESO 352-1, MCG −6-3-17, IRAS01019-3523, PGC 3822) — галактика в созвездии Скульптор.
Джон Дрейер описывал её "слабая, маленькая, круглая, немного ярче посередине".
По оценкам, расстояние до Млечного Пути 443 миллионов световых лет, диаметр около 130 000 световых лет.
В этой галактике была зафиксирована сверхновая SN1970N.
Объект был обнаружен 2 сентября 1834 года британским астрономом Джоном Фредериком Уильямом Гершелем.
Этот объект входит в число перечисленных в оригинальной редакции «Нового общего каталога».